# بلنشنج

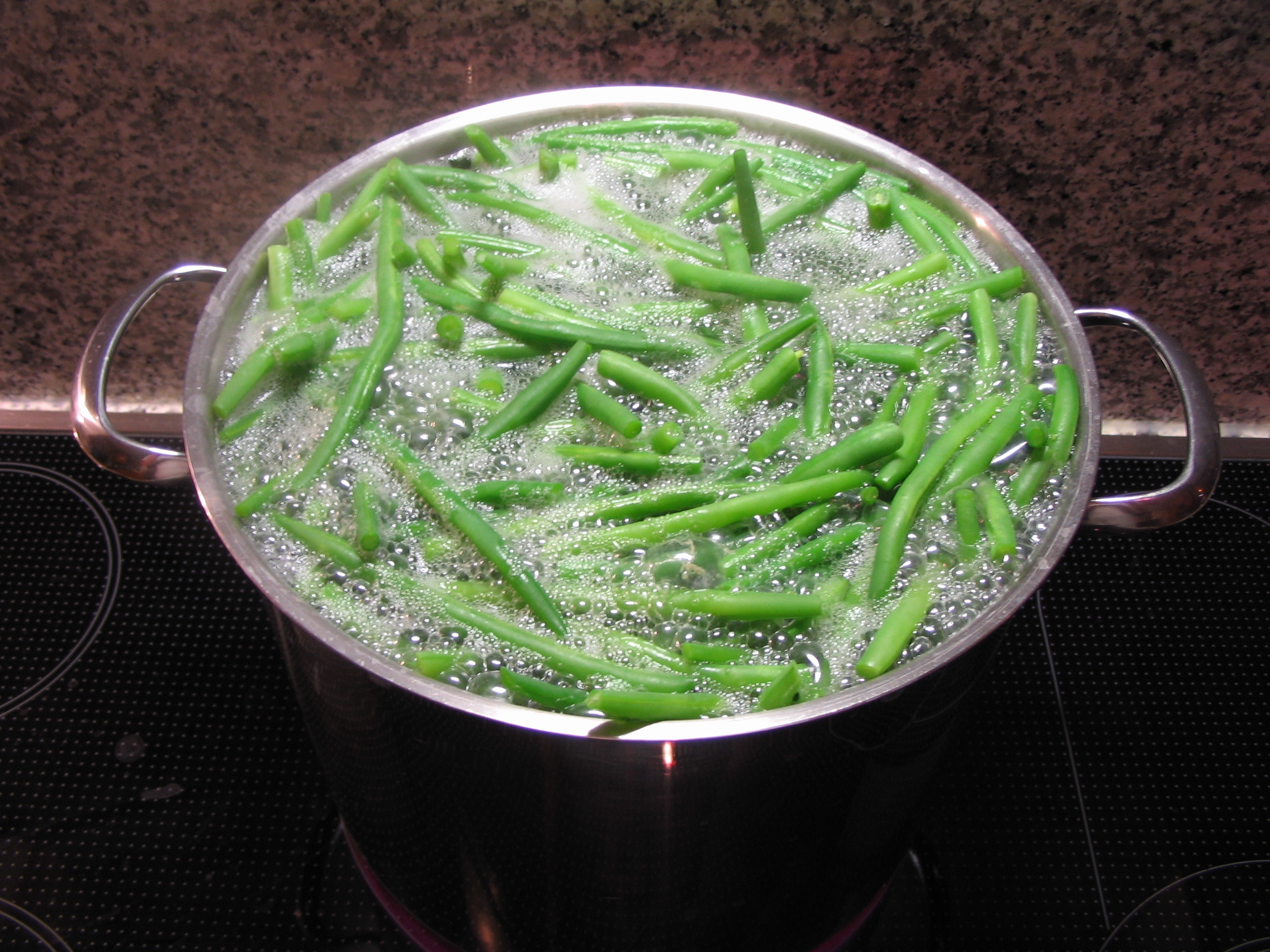
الخطوة الأولى لعمل بلانشنج للفاصولياء الخضراء

عملية البلانش (سلق الخضار) أصل الكلمة تعني تبيض بالفرنسية لكنها أخذت منحنا أخر في معناها. هي طريقة أولية لطبخ الطعام. تتلخص الطريقة في وضع الطعام في ماء مغلي ومالح. لا يوضع الطعام المراد طهوه بهذه الطريقة لوقت طويل لأن ذلك يؤدي إلى فقدان لون الخضار ويجعل بنيتها هشة. بعد السلق نضع الطعام مباشرة في ماء يحتوي ثلج لإيقاف عملية الطهو كليا. يمكن عمل بلانشنج للطعام في ماء مغلي أو زيت درجة حرارته بين 130-150 درجة مئوية، تتلخص فوائد هذه الطريقة في أن الطعام جاهز للتقديم بفترة قصير كمالأنه مطهي مسبقا فقط عليه استخدام طريقة أخرى لإكمال عملية طهوه، كما أننا نتأكد من الطعام قد طهي من الداخل بشكل كامل فمثلا عمل بلانشنج للبطاطا في زيت حرارته بين 130-150 درجة مؤوية لدقائق معدودة ثم قليه على درجة حرارة فوق 180 درجة مؤوية في زيت حارة تجعلنا نتأكد ان البطاطا طهيت بشكل كامل وبسرعة أكبر نظرا لانها طهية مسبقا. يمكننا القول أن البلانشنج هو عملية سلق للطعام لكن الفرق أن الطعام لم يطهى لفترة طويلة لذلك ليس جاهز لتقديم بل يحتاج لطريقة طهو أخرى لإكمال عملية الطهو. زكذلك لا يمكننا عمل بلانشنج لجميع أنواع المأكولات حيث يمكننا استخدام الفواكه والخضراوات وخصوصا الورقية منها، بالإضافة للفطر.